# Dogū
Dogū (jap. 土偶) – figurki z wypalonej gliny mierzące do 40 cm wysokości, przedstawiające ludzi, zwierzęta, lub postacie półludzi-półzwierząt, znajdowane w wykopaliskach archeologicznych z ery Jōmon na terenie całej Japonii z wyjątkiem obszarów prefektury Okinawa.

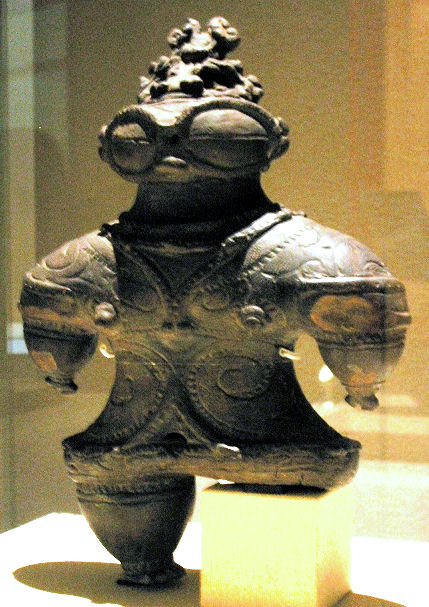
Shakōki-dogū z wykopalisk Kamegaoka

Najczęściej spotykane są wizerunki kobiece z przesadnie wyolbrzymionymi cechami kobiecości (piersi, brzuchy i organy rodne), często zaznaczane dodatkowym ornamentem. Figurki tego typu znajdowane są zazwyczaj w ziemiankach mieszkalnych, co ma świadczyć o kulcie płodności biernej lub też o matriarchalnym kulcie kobiety. Znaczna przewaga ilościowa figurek tego rodzaju pozwala zakładać centralną rolę kobiety w kulcie. W ostatnim okresie ery Jōmon pojawiają się figurki, w których zamiast symboliki anatomicznej podkreślano bogactwo ubioru. Figurki te uważa się za wizerunki szamanek. Spotykane są także wizerunki zwierząt, co może świadczyć o animalizmie wśród myśliwych.